# Film Threat
Film Threat est une publication en ligne de critiques de films, et, auparavant, un magazine national qui se concentrait principalement sur les films indépendants, bien qu'il ait également analysé des vidéos et des DVD de films grand public, ainsi que des films hollywoodiens sortis en salles.
Créé par Chris Gore et André Seewood, étudiants de la Wayne State University, il apparait pour la première fois sous forme de zine photocopié en 1985. En 1997, Film Threat devient une ressource uniquement consultable en ligne.
L'incarnation actuelle de Film Threat accepte l'argent des cinéastes qui cherchent un moyen de promouvoir leurs films. Ceux qui recherchent un avis sur le site peuvent payer entre 50 $ et 400 $ pour différents niveaux de service, allant d'un « examen garanti dans les 7 à 10 jours » à un forfait qui inclut une garantie de « 100 000 impressions minimum ».
Les premiers numéros de Film Threat combinent des diatribes pseudo-politiques de Seewood, du contenu cinématographique et des parodies de films grand public par Gore. Selon les propres mots de ce dernier, « Je me suis dit que ce serait génial de lancer un magazine de cinéma punk rock-attitude et que les gens de ce magazine iraient ensuite faire des films. Ne serait-ce pas formidable ? ».
À partir du numéro 9, Film Threat devient un magazine imprimé, et, à cette époque, Seewood quitte le projet pour poursuivre la réalisation de films indépendants et écrire sérieusement sur le cinéma.
 
David E. Williams, étudiant de l'Université d'État de San Francisco, écrit dans le numéro 18, déclenchant une amitié avec Gore qui les conduit à déménager tous les deux à Los Angeles à l'été 1989 pour travailler sur le magazine en pleine croissance.